# کارگالی (باشقیرستان)
کارگالی (انگلیسی: Kargaly, Republic of Bashkortostan) یک شهرک در شهرستان چکماگوشفسکی استان باشقیرستان کشور روسیه است.